# Dirk van Haaren
Pour les articles homonymes, voir Dirk (prénom) et Haaren (homonymie).
Dirk Johannes van Haaren (* 1878 et † 1953 à Amsterdam) était un peintre néerlandais.
Dirk Johannes van Haaren vivait à Amsterdam ainsi qu'à Sloten en Hollande-Septentrionale. Il était autodidacte et créa des aquarelles et des tableaux à huile. Il était peintre de paysages qui contenaient souvent des eaux, des moulins et du bétail, et de vues de la ville d'Amsterdam et de scènes d'équitation. 
Van Haaren était membre de plusieurs cercles d'artistes, par exemple de Arti et Amicitiae et St. Lucas, situés tous les deux à Amsterdam.